# جاي أند سايلنت بوبز سوبر غروفي كارتون موفي!
جاي & سايلنت بوبز سوبر غروفي كارتون موفي!، هو فيلم رسوم متحرّكة أمريكي وكوميدي للكبار (عام 2013)، كتبه كيفن سميث وأخرجه (وشارك في رسمه) ستيف ستارك وأنتجه كل من جاسون ميويس وجوردان مونسانتو. اقتُبس سيناريو الفيلم عن القصّة الهزلية المصوّرة بلانتمان أند كرونيك لكاتبها كيفن سميث، الذي كتبها لتكون مصاحبةً لفيلمه جاي أند سايلنت بوب سترايك باك (عام 2001).

## الحبكة
يشتري جاي وسايلنت بوب بطاقة كشط من متجر كويك ستوب ويربحان 10,000,000 دولارًا. يقرّران أن يصبحا بطلين خارقين تحت اسم بلانتمان وكرونيك (محاكاة ساخرة لباتمان وروبن). يبني جاي وسايلنت بوب قلعة العزلة السرّية تحت متجر فيديو أر. إس. تي، ويجمعان جميع الأدوات والإكسسوارات اللازمة ليصبحا محاربين للجريمة. يوظّف جاي وسايلنت بوب خادمًا لهما، إذ يُدعى ألبرت (محاكاة ساخرة لألفريد بيني وورث).
ينجح جاي وسايلنت بوب في خلق عدد لا بأس به من الأعداء ذوي القوّى الخارقة (يُطلقون على أنفسهم لقب «ذا ليغ أوف شيترز») في أثناء معاناتهما في مكافحة الجريمة. يتكوّن ذا ليغ أوف شيترز من ليبتسيك ليزبيان وديكهيد ونيوزغروب وكوكنوكير وذا ديدلير. يحضر بلانتمان وكرونيك احتفالًا سيتسلّمون فيه مفتاح مدينة ريد بانك، حيث يهجم ذا ليغ أوف شيترز على هذا الثنائي الديناميكي ويفقدهما الوعي. تحاول المجموعة التسلل إلى «بلانت كيف»، ما يؤدّي إلى مقتل نيوزغروب وديدلير (يُسحقان بواسطة جدار عند مدخل المخبأ). تطعن ليبستيك ليزبيان ألبرت في ظهره حتّى الموت، ثم تضع بلانتمان وكرونيك في أنبوب عملاق لتدخين الحشيش وتتركه ليُملأ بالماء ببطء. تترك ليبستيك ليزبيان الأبطال للموت، يهجم الأشرار على ريد بانك ويقتلون كلّ من يقف في طريقهم. يستغلّ ألبرت آخر أنفاسه لتحرير البطلين قبل أن يموت.
يسافر بلانتمان وكرونيك إلى ريد بانك بواسطة طائرة بلانت، متعهّدين بالانتقام لألبرت وإنقاذ المدينة من الفوضى التي أثارها ذا ليغ أوف شيترز. تبدأ معركة ملحمية، يستطيع بلانتمان هزيمة ديكهيد عن طريق استدراجه للدخول إلى حانة للمثليين، بينما يقتل كرونيك كوكنوكير باستخدام زجاجة بيرة. تسحب ليبستيك ليزبيان مسدسًا وتحاول إطلاق النار على بلانتمان وكرونيك، لكنّهما ينجوان بأعجوبة بمساعدة بطلة جديدة تُدعى بلانتغيرل. تتمكّن بلانتغيرل من هزيمة ليبستيك ليزبيان، بينما تبدي اهتمامًا عاطفيًا ببلانتمان. يشعر كرونيك بالغيرة ويعبّر عن رغبته في ممارسة الجنس الشرجي. توافق بلانتغيرل على ذلك، لكنّها تولج فيه قضيبًا اصطناعيًا على الرغم من استيائه من ذلك. توجّه بلانتغيرل سؤالًا إلى بلانتمان، إذ تستفسر عمّا إذا كان قد عاش تجربةً مماثلةً. يجيب بلانتمان عن سؤالها قائلًا «نعم، عندما لعب بين أفليك دور ديردفيل». تشير شارة نهاية الفيلم إلى «عودة جاي وسايلنت بوب في فيلم كليركس الثالث».
بعد انتهاء شارة النهاية، يُعرض مشهد يزور فيه ستان لي كلًّا من جاي وسايلنت بوب لأنه يرغب بالتحدّث إليهما حول «مبادرة المنتقمون (ذا أفينجرز)». بعد فترة وجيزة، يختار دوك براون الجميع لمساعدته في العودة إلى المستقبل.

## وصلات خارجية
- جاي أند سايلنت بوبز سوبر غروفي كارتون موفي! على موقع IMDb (الإنجليزية)
- جاي أند سايلنت بوبز سوبر غروفي كارتون موفي! على موقع روتن توميتوز (الإنجليزية)
- جاي أند سايلنت بوبز سوبر غروفي كارتون موفي! على موقع نتفليكس (الإنجليزية)
- جاي أند سايلنت بوبز سوبر غروفي كارتون موفي! على موقع أول موفي (الإنجليزية)
- جاي أند سايلنت بوبز سوبر غروفي كارتون موفي! على موقع فيلمافينيتي (الإسبانية)
- جاي أند سايلنت بوبز سوبر غروفي كارتون موفي! على موقع قاعدة بيانات الفيلم (الإنجليزية)
- جاي أند سايلنت بوبز سوبر غروفي كارتون موفي! على موقع ليتربوكسد (الإنجليزية)
- جاي أند سايلنت بوبز سوبر غروفي كارتون موفي! على موقع كينوبويسك (الروسية)